# Saint-Ambreuil
Saint-Ambreuil is een gemeente in het Franse departement Saône-et-Loire (regio Bourgogne-Franche-Comté) en telt 479 inwoners (1999). De plaats maakt deel uit van het arrondissement Chalon-sur-Saône.

## Geografie
De oppervlakte van Saint-Ambreuil bedraagt 18,0 km², de bevolkingsdichtheid is 26,6 inwoners per km².
De onderstaande kaart toont de ligging van Saint-Ambreuil met de belangrijkste infrastructuur en aangrenzende gemeenten.

## Demografie
Onderstaande figuur toont het verloop van het inwonertal (bron: INSEE-tellingen).